# Dante Gabriel Rossetti
Dante Gabriel Rossetti (Londres, 12 de maio de 1828 — Birchington-on-Sea, 9 de abril de 1882), originalmente Gabriel Charles Dante Rossetti, foi um poeta, ilustrador e pintor inglês de origem italiana. Devido à sua preferência pela poesia medieval e em especial pela obra de Dante, Rossetti muda a ordem dos seus nomes e passa a usar Dante em primeiro lugar.
Fundou, juntamente com John Everett Millais e William Holman Hunt, em 1848, a Irmandade Pré-Rafaelita, um grupo artístico entre o espírito revivalista do romantismo e as novas vanguardas do século XX.
Rossetti também escrevia poemas para seus quadros, como "Astarte Syraica". Como designer, trabalhou com William Morris para produzir imagens para vitrais e decorações.
Como ilustrador, Rossetti produziu poucas trabalhos, mas que tiveram influência duradoura sobre ilustradores do século XIX e XX. Fez ilustrações para Moxon Tennyson, Allingham e para os livros de poesia de sua irmã Christina Rossettti.
Entre 1865 e 1868, o pintor conduziu sessões espíritas junto a seu irmão, William Michael Rossetti. Elas foram motivadas pela morte da esposa de Dante, em 1862, e pela profunda culpa que ele sentia. Dante teve contato com o espiritualismo pelo menos desde 1856, data em que recebera uma carta da médium e pintora Anna Mary Howitt. Os registros das comunicações produzidas no círculo mediúnico dos Rossetti indicam que seus participantes consideravam que as informações obtidas eram precisas e desconhecidas por outras pessoas, e que alegadamente alguns dos espíritos seriam de personalidades que pertenceram à Irmandade Pré-Rafaelita.

## Obras de Rossetti
Monna Rosa

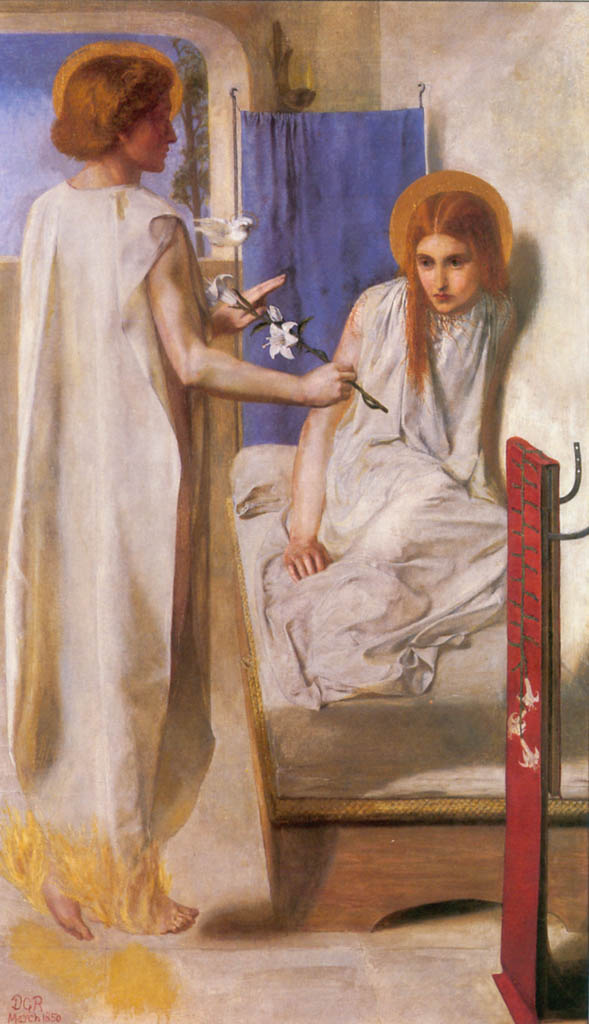
Ecce Ancilla Domini! (A Anunciação) 1850
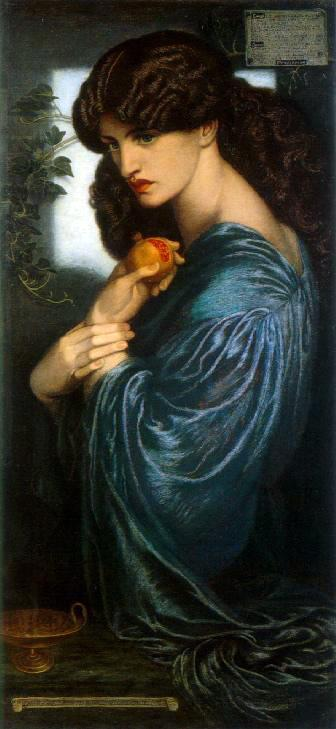
Proserpina, 1873-1877, Tate Gallery, Londres
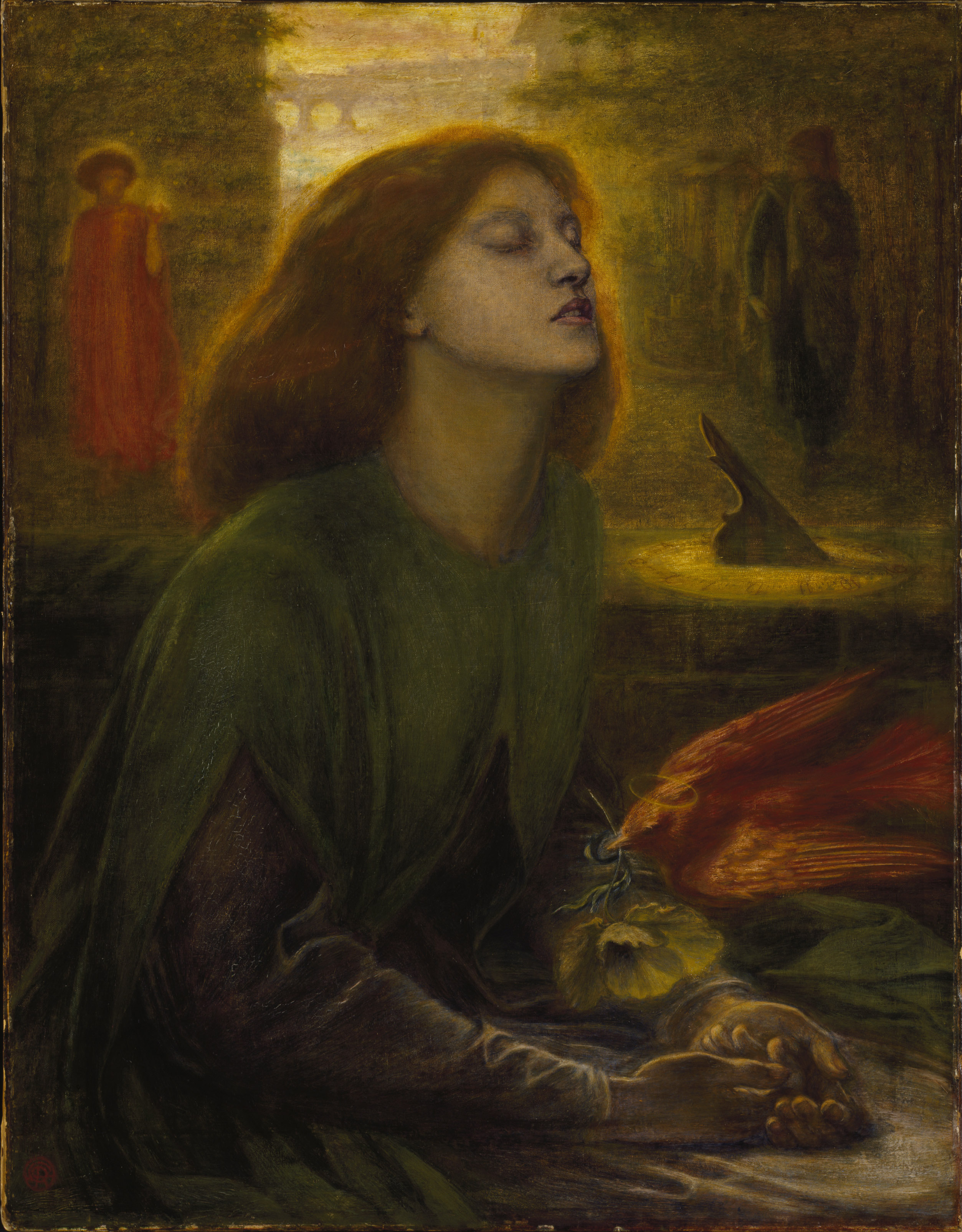
Beata Beatrix, 1863
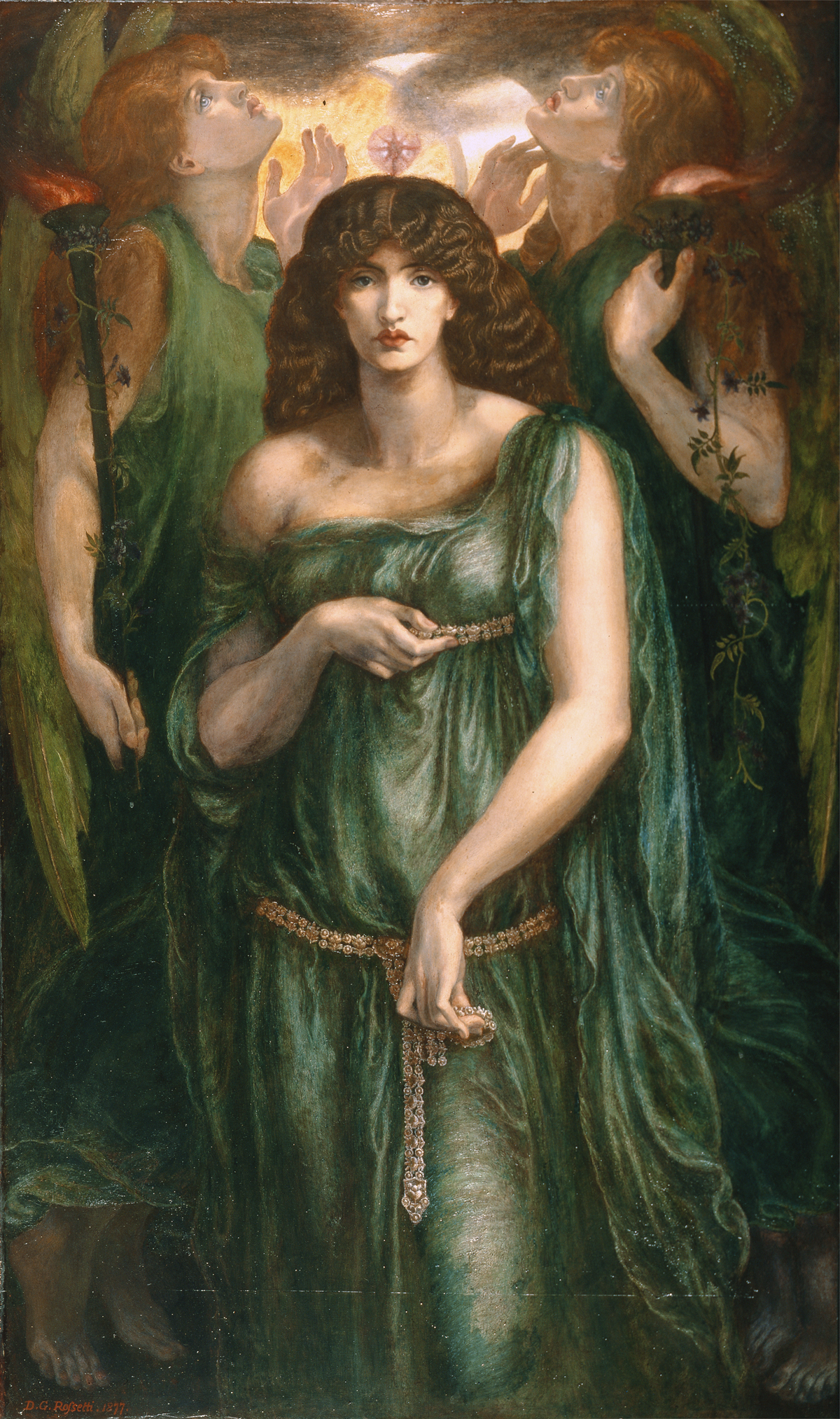
Astarte Syriaca, 1877, City Art Gallery, Manchester
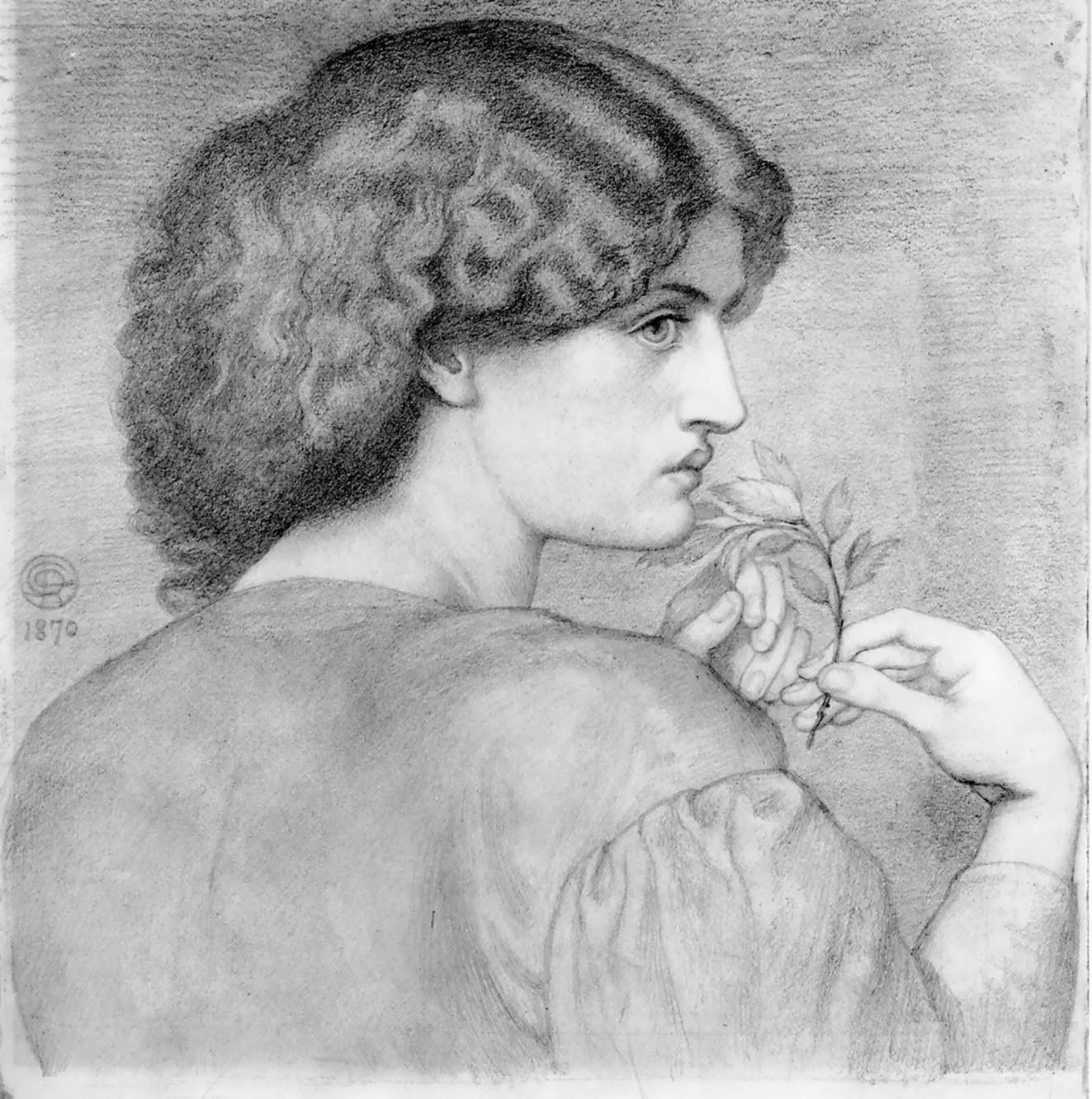
The Roseleaf, desenho a lápis, 1865
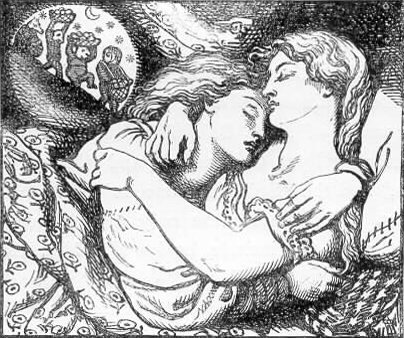
Ilustração para capa de Goblin Market and Other Poems (1862), primeiro de poemas de Christina Rossetti, sua irmã